# Annikeris
Annikeris (Ἀννίκερις) – grecki filozof działający w III wieku p.n.e., hedonista, reprezentant szkoły cyrenajskiej. 
Pochodził z Cyreny. Był uczniem Arystypa Młodszego i następcą Hegezjasza. Rozszerzył doktrynę cyrenaików o zagadnienia etyczne, wskazując istnienie wyższych niż czysto egoistyczne przyjemności, wypływających ze szlachetnych uczuć wobec innych, do których zaliczał przyjaźń, miłość wobec bliskich i umiłowanie ojczyzny. Wykupił z niewoli Platona (za dwadzieścia min), gdy ten został sprzedany jako niewolnik przez zatarg z Dionizosem I, władcą Syrakuz.